# Tartaro (torrente)
Il Tartaro (o Tartaro Fabrezza, Tàrter, in dialetto alto mantovano) è un torrente della Lombardia che scorre nelle province di Brescia e Mantova, nell'Alto Mantovano.
Tartaro mitologicamente si addice all'Inferno (Erebo).

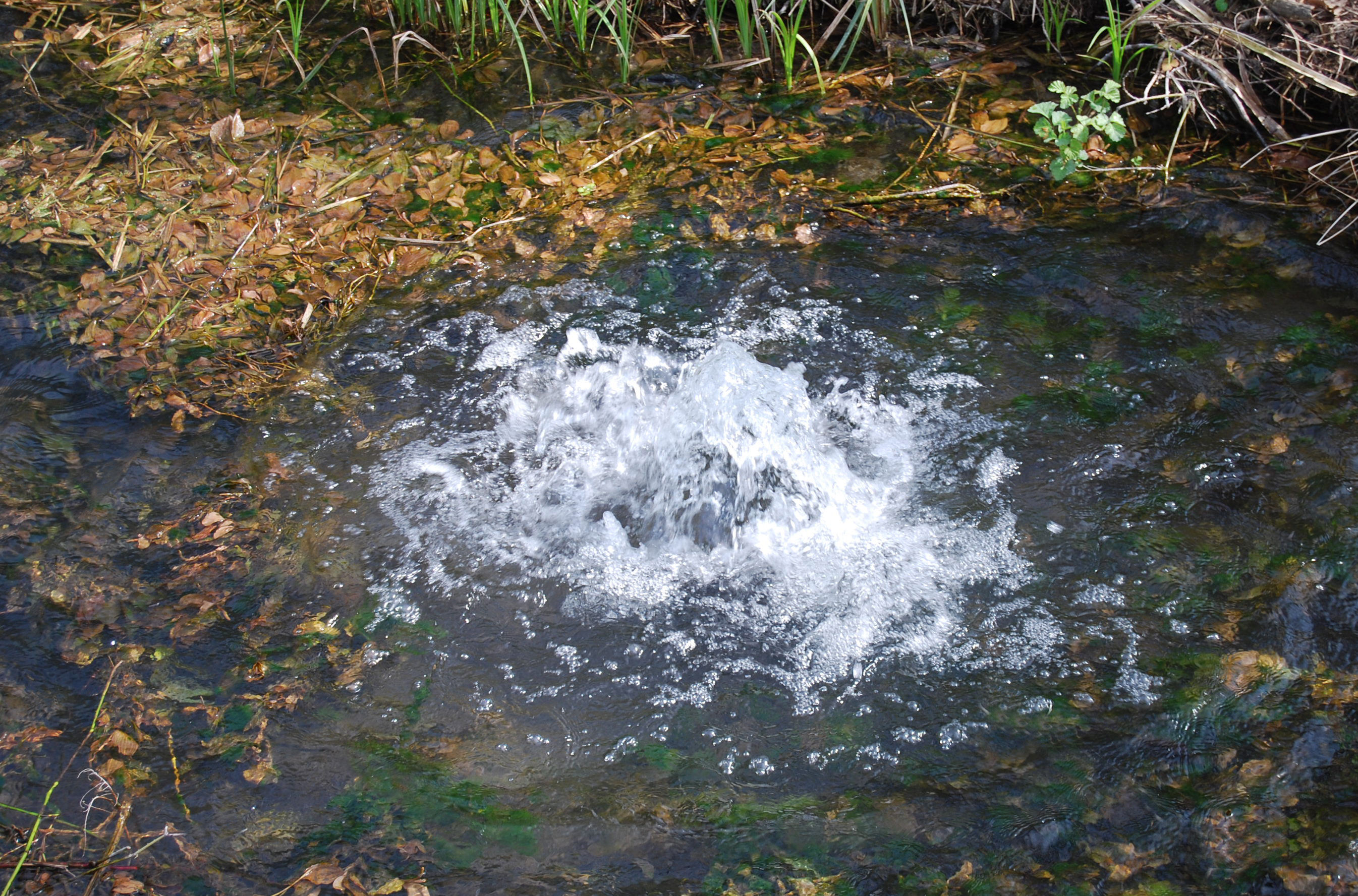
Fontanile nella zona nord di Castel Goffredo

## Geografia
Nasce presso la località Lame di Carpenedolo, alimentato dai numerosi fontanili della zona a nord di Castel Goffredo e confluisce dopo 35 km circa nell'Oglio a Marcaria, dopo aver attraversato il territorio dei comuni di Castel Goffredo, Casaloldo, Mariana, Redondesco.
La fauna ittica presente è costituita da lucci, carpe, vaironi e alborelle.
La sua origine è molto antica e si hanno testimonianze già nel 1145 in una bolla di papa Eugenio III, la Piae postulatio voluntatis, dove si nomina anche la chiesa di San Michele che sorgeva vicino al torrente. 
Il corso d'acqua è stato citato anche dal novelliere Matteo Bandello, ospite dal 1538 al 1541 alla corte del marchese Aloisio Gonzaga a Castel Goffredo, nei suoi Canti XI:
(Matteo Bandello)
Nella zona a nord di Castel Goffredo, ricca di risorgive, è possibile effettuare un percorso cicloturistico di circa 9 km.

## Galleria d'immagini

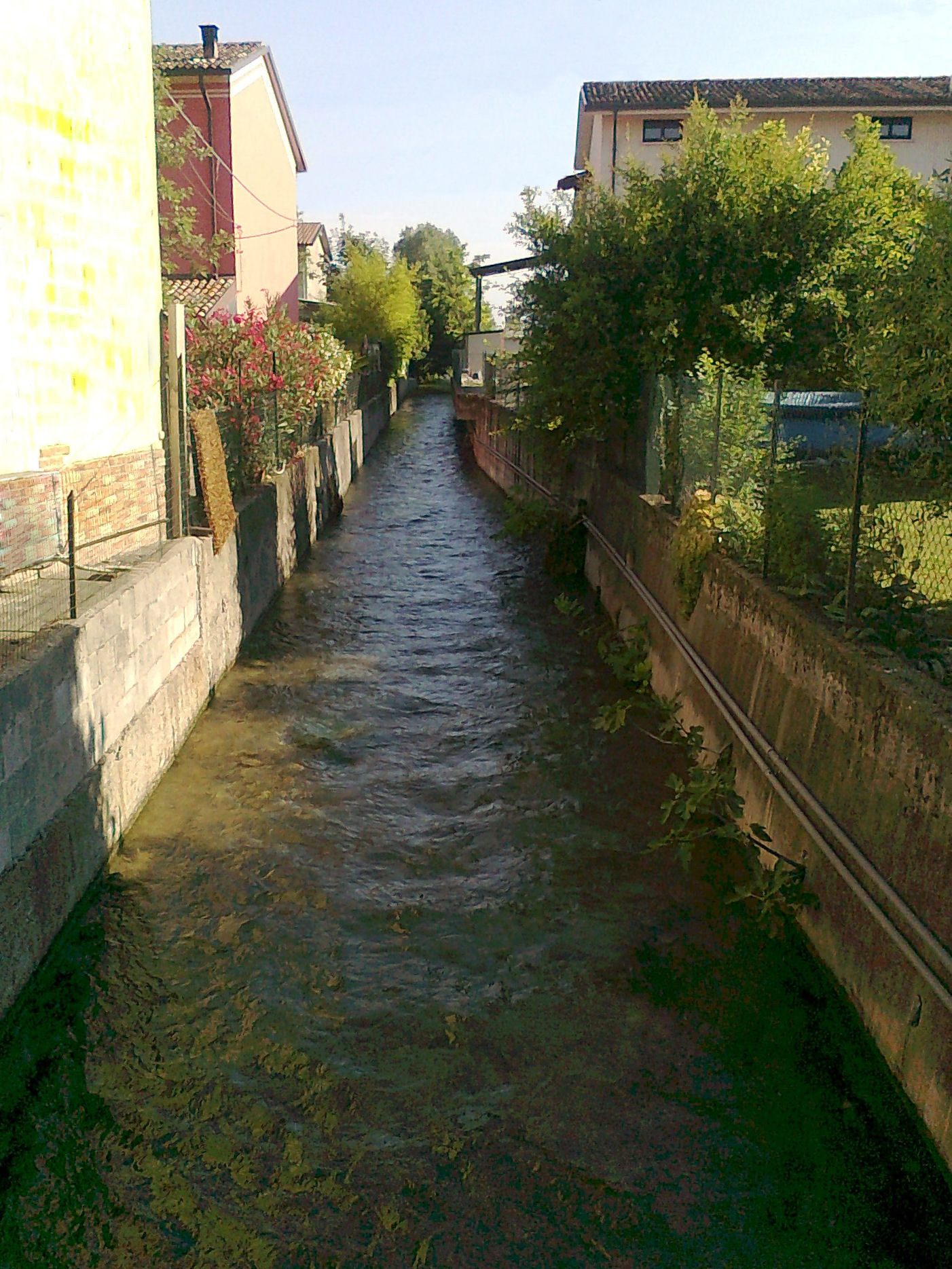
Il Tartaro attraversa la frazione Perosso
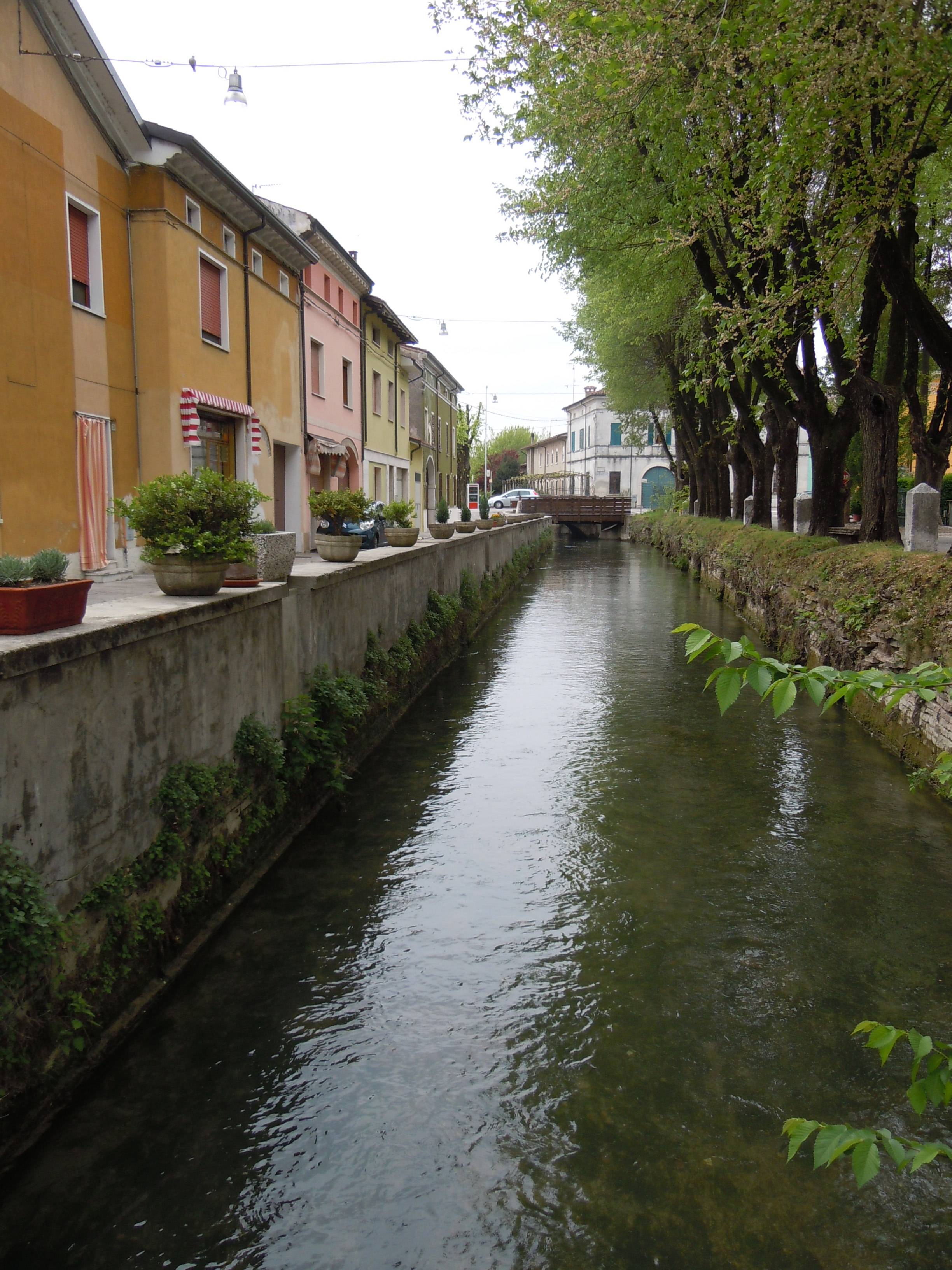
Il Tartaro a Casaloldo
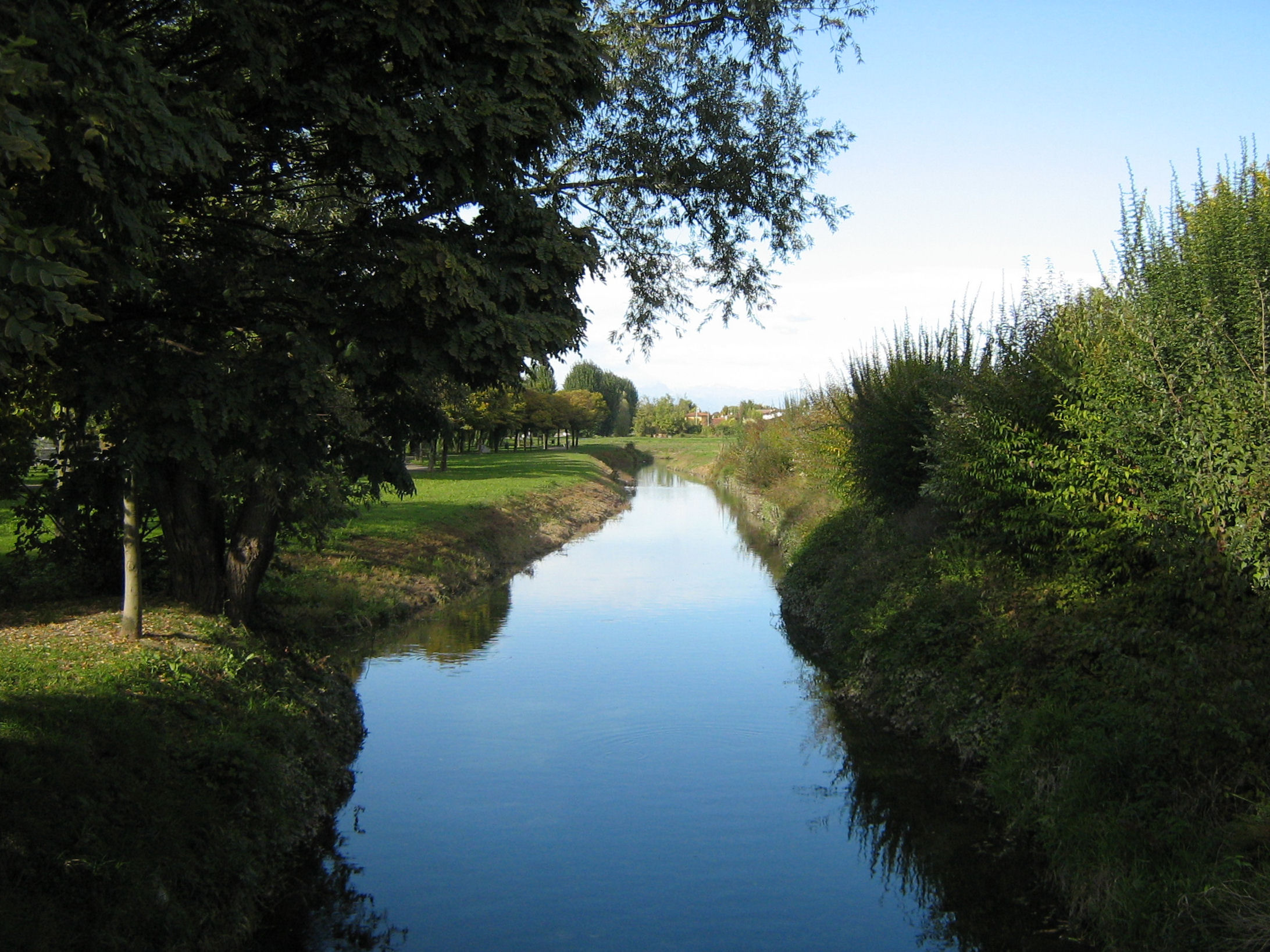
Castel Goffredo, Lungo Tartaro
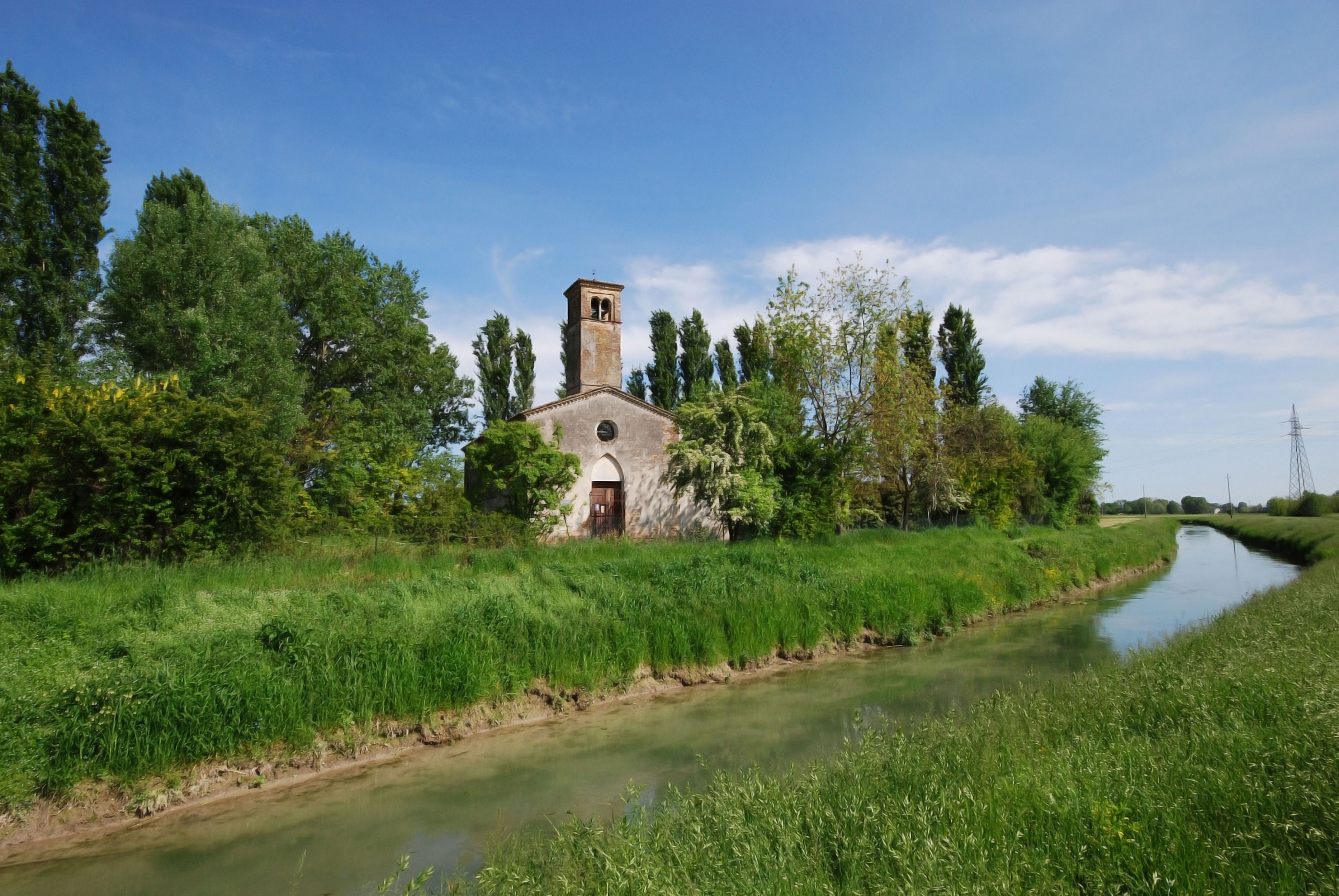
Redondesco, Romitorio di San Pietro col Tartaro